# Вертёй (замок)
Вертёй (фр. Château de Verteuil) — средневековый замок в коммуне Вертёй-сюр-Шарант, в департаменте Шаранта, в регионе Новая Аквитания, Франция. Его основание датируется 1080 годом. В последующие века комплекс многократно перестраивался и менял свой облик. От сооружений XII века сохранились только некоторые участки стен. Замок на протяжении всей своей истории находился в собственности семьи Ларошфуко. По своему типу относится к замкам на вершине.
Во время Столетней войны (1337–1453) замок не раз переходил в руки англичан. В 1442 году крепость была разрушена, со владельцы смогли быстро её восстановить. Во время Религиозных войн в XVI и XVII веках замок был важным центром движения гугенотов. В итоге Вертёй оказался частично разрушен королевскими войсками в 1650 году. Позднее замок отремонтировали и перестроили, но он серьёзно пострадал во время сильного пожара 1793 года во время Французской революции. После реставрации Бурбонов в 1815 году комплекс был отреставрирован в стиле романтизма и с тех пор в целом сохранил свой внешний вид. Во время Второй мировой войны (1939–1945) в замке размещались французские подразделения и беженцы из Эльзас-Лотарингии, прибывшие сюда в 1940 году. В течение нескольких месяцев Вертёй был занят немецкими частями. В 1944 году в замке укрылись бойцы сопротивления маки.
В 1966 году замок внесён в список исторических памятников Франции. Этот статус был подтверждён в ноябре 2010 года.
В основании комплекс имеет форму треугольника. За внешние стены выступают пять сторожевых башен с коническими крышами и надвратная башня. В ходе археологических изысканий на территории замка были обнаружены следы построек, датируемых XI веком.

## Расположение и происхождение названия

Герб рода Ларошфуко

Замок имел важное стратегическое значение: он возвышается над деревней Вертёй-сюр-Шарант и господствовал над всей долиной Шаранта. В прошлом Вертёй контролировал дорогу из Лиможа в Ла-Рошель, а также один из королевских маршрутов, пролегавших между Парижем и Мадридом. Само слово Verteuil часто использовалось в Средние века для обозначения укреплённого места. Средневековый историк Жан Фруассар (ок. 1337 – 1405) описал крепость как «un meult fort chasteau en Poictou sur les marches du Limousin et de la Saintonge» (укрепленный замок региона Пуату на границе Лимузен — де-ла- Сентонж). Замок, расположенный в нескольких десятках километров к северу от Ангулема (в регионе Ангумуа) позднее использовался как ещё одна укрепленная резиденция семьи Ларошфуко.

## История

### Ранний период
Замок впервые упоминается в документах 1080 года как собственность знатного рода Ларошфуко. С тех пор замок почти всегда принадлежал кому-либо из представителей этой семьи. Первая известная осада, закончившаяся захватом крепости, произошла в 1135 году. Тогда граф Вульгрин II Ангулемский (около 1089 — 1140) захватил Вертёй у Аймара II де Ларошфуко. Вражда между их потомками, Вильгельмом VI Ангулемским (умер в 1179 году) и Ги IV де Ларошфуко, продолжалась ещё несколько десятилетий, но прекратилась в 1170 году, когда оба дворянина присутствовали при освящении церкви прихода Сент-Аман-де-Буакс и публично помирились. В 1137 году король Людовик VII (1120–1180) и королева Алиенора Аквитанская (1122–1204) останавливалась в Вертёйе. Дело в том, что молодая семья в ходе путешествия из Бордо в Париж предпочитала посещать только безопасные места. Так как мать Элеоноры происходила из рода Ларошфуко, то Вертёй был идеальным местом для ночлега монархов.
Король Филипп VI де Валуа (1293–1350) останавливался в замке в 1332 году. В ходе продолжительного противостояния Франции и Англии замок из-за своего расположения стал играть очень важную роль. Во время Столетней войны по договору, заключённому в Бретиньи в 1360 году Вертёй был передан англичанам, которые, правда, смогли завладеть им лишь год спустя. Для этого по приказу Эдуарда III к стенам замка привели брата командира гарнизона и пригрозили обезглавить его, если гарнизон не капитулирует. В конце концов регент Гиени Жан Чандос 25 октября 1361 года был вынужден официально передать замок под контроль английского короля.

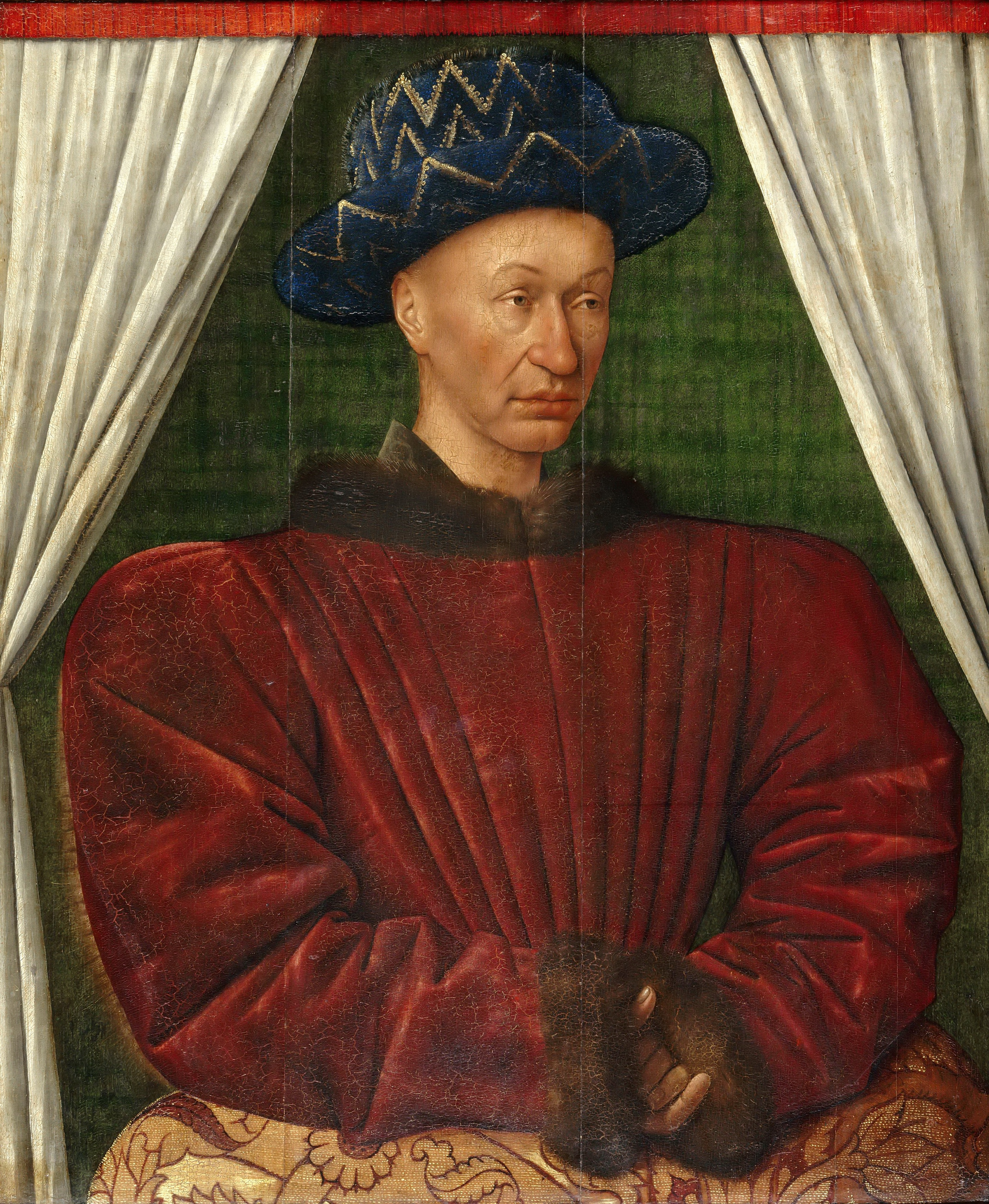
Король Карл VII

В 1380 году французские войска под командованием герцога Буйонского и Жоффруа III де ла Рошфуко осадили замок. Но англичане оказали отчаянное сопротивление. В результате изгнать английский гарнизон удалось только пять лет спустя. Затем французы на некоторое время вновь утратили контроль над крепостью. Наконец лишь в 1442 году король Карл VII (1403–1461) смог окончательно отвоевать Вертёй у англичан.
Представители рода Ларошфуко, сыгравшие важную роль в борьбе против англичан, после завершения Столетней войны стали вести себя как независимые лорды. Их отряды во время Прагерии (восстания крупных феодалов против короля) начали разорять земли Ангулема. В итоге Карл VII был вынужден вновь осадить замок, чтобы на этот раз изнгать не англичан, а своих непокорных вассалов. Король захватил и сжёг Вертёй. Но каменная кладка стен и зданий оказалась весьма прочной и они не разрушились. А вскоре семья Ларошфуко смогла не только восстановить крепость, но и сделать её укрепления ещё более мощными.
В 1446 году Гийом де Ларошфуко получил королевское помилование, а также право на строительство новых фортификационных сооружений вокруг замка. Так Вертей обрёл дополнительную внешнюю стену и ещё две оборонительные башни. Причём новая каменная кладка производилась по самой современной на тот момент технологии. В итоге комплекс превратился в один из самых неприступных замков Франции. Вскоре владения Ларошфуко официально получили статут баронии (Châtellenie de Verteuil). Власть семьи распространялась на 16 церковных приходов и включила 62 феодальных имения.

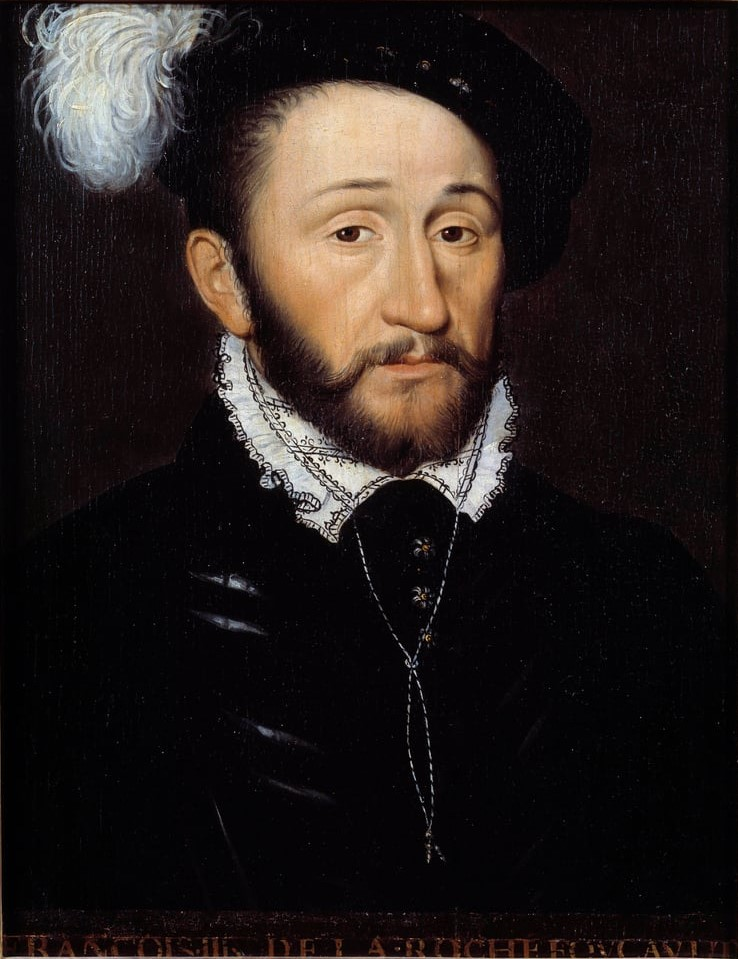
Франсуа III де Ларошфуко

### XVI–XVII века
Лидер гугенотов Франсуа Иер де Ларошфуко (умер в 1541 году) был крёстным отцом императора Карла V (1494–1547), посетившего Вертёй в 1516 году. Анна де Полиньяк, вдова Франциска II де Ларошфуко (1494–1533), принимала здесь императора Карла V (1500-1558) 6 декабря 1539 года. Её тётя по материнской линии принадлежала к роду Ларошфуко и была женой дипломата историка Филиппа де Коммина. Обладая серьёзными богатствами, она расширила и реконструировала замок. В числе прочего по её инициативе здесь появилась знаменитая библиотека. В 1558 году король Генрих II (1515–1559) останавливался в Вертёйе со своим сыном Карлом, герцогом Орлеанским (1550–1574), и дочерью Елизаветой (1545–1568), будущей женой Филиппа II Испанского (1527–1598).
Франсуа III де Ларошфуко (1521–1572) стал зятем протестанта Людовика I Бурбона, принца Конде (1530–1569). В 1560 году в Вертейе состоялась встреча между принцем Конде и кардиналом Жоржем д'Арманьяком (около 1501 года — 1585), легатом папы Пия IV. Стороны пытались договориться о предотвращения дальнейшего кровопролития. Два года спустя к протестантам присоединился и сам Франциск III. В 1567 году в замке состоялся шестой национальный синод Реформатской церкви Франции, а в следующем году Вертёй стал местом сбора войск гугенотов, шедших на помощь осажденной католиками крепости Ла-Рошель. При этом вскоре замок посетил и будущий король Генрих IV Наваррский (1553-1610). Кроме него в резиденции останавливались Екатерина Медичи (1519-1589) и её дочь Маргарита де Валуа (1553-1615), а также король Людовик XIII (1601-1643), его супруга Анна Австрийская (1601-1666) и королева-мать Мария Медичи (1575-1642).
В 1650 году Франсуа VI, герцог Ларошфуко (1613-1680), собрал около замка более 2000 французских дворян. Затем он повёл их в Бордо, чтобы помочь лидерам второй Фронды. Вскоре после этого Шарль де Лапорт, маршал Франции и герцог де Ламейере (1602–1664), во главе королевских войск осадил замок замок и смог взять его в ходе решительного штурма. После этого Вертёй оказался частично разрушен. Были сильно повреждены стены в северной части комплекса, башни снесены, подъемный мост снят, а глубокий ров, защищавший комплекс с северо-запада, засыпан. Вертёй уже не мог служить серьёзной крепостью, но оставался пригодным для жилья. И в 1651 году в резиденции останавливался принц Конти. Правда, ему спешно пришлось покинуть замок из-за приближения королевских гвардейцев. В замке и близлежащей деревне разместился гарнизон короля из 150 солдат.
Укрепившись во власти король Людовик XIV (1638-1715) отправил Франсуа VI в ссылку. Только в 1652 году Франсуа VI смог вернуться в Шато-де-Вертёй, но оставался под надзором. С той поры он почти безвыездно находился в родовом имении. До 1659 года большую часть времени герцог проводил за написанием мемуаров, пока не последовало помилование. В 1665 году его воспоминания были опубликованы. Франсуа VI умер в Париже в 1680 году, но был похоронен во францисканской капелле в Вертейе, возведённой ещё в 1470 году Жаном де Ларошфуко. Все потомки Жана с той поры находили упокоение в этой были похоронены в этой капелле. Так продолжалось до начала революционного террора в 1793 году.

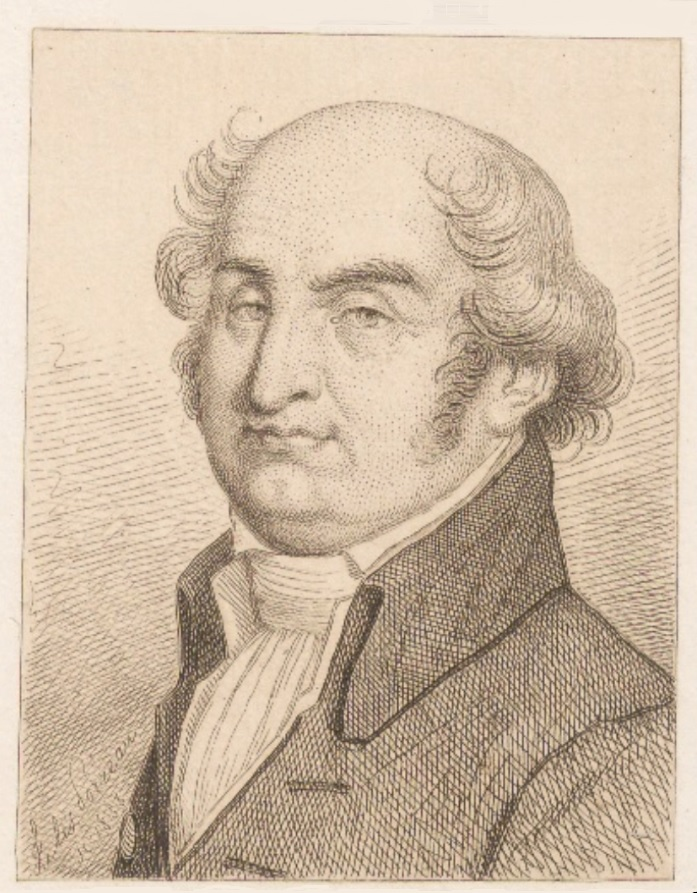
Шарль-Жильбер Ромм, инициатор разграбления замка

### XVIII век
Во время правления Людовика XV (1710—1774) гостями замка Вертей оказались многие известные люди. В частности Изабелла Фарнезе (1692—1766), вторая жена Филиппа V Испанского (1683—1746) провела в резиденции некоторое время. Кроме того, английский агроном Артур Юнг в своем отчёте о поездке во Францию в 1787 году даёт подробную и лестную характеристику поместья, восхваляя прогрессивные методы ведения здесь сельскохозяйственных работ.
Перед началом Великой Французской революции (1789—1799), отношения между семьёй Ларошфуко и жителями окружающих деревень были вполне дружелюбными. По словам маркиза д’Амодио, с замком ничего не могло случиться, если бы не активность членов комитета общественной безопасности региона Рюффека. По инициативе депутата Национального конвента Шарля-Жильбера Ромма было совершено нападение на резиденцию. В результате смутьяны сожгли большую часть архивов Вертейля, а также тридцать портретов представителей семьи Ларошфуко. Позднее пожар в 1793 году уничтожил большую галерею, соединяющую капеллу с северной башней. При этом западная сторона Большой центральной башни оказалась сильно повреждена. Огонь распространился по крышам и башням северо-западного крыла, выгорела и верхняя часть северной башни. Капелла в ходе беспорядков была разграблена. Правда, склеп с захоронениями не пострадал. Но большая часть полов и каминов замка, а также все двери и окна оказались безжалостно выломаны.

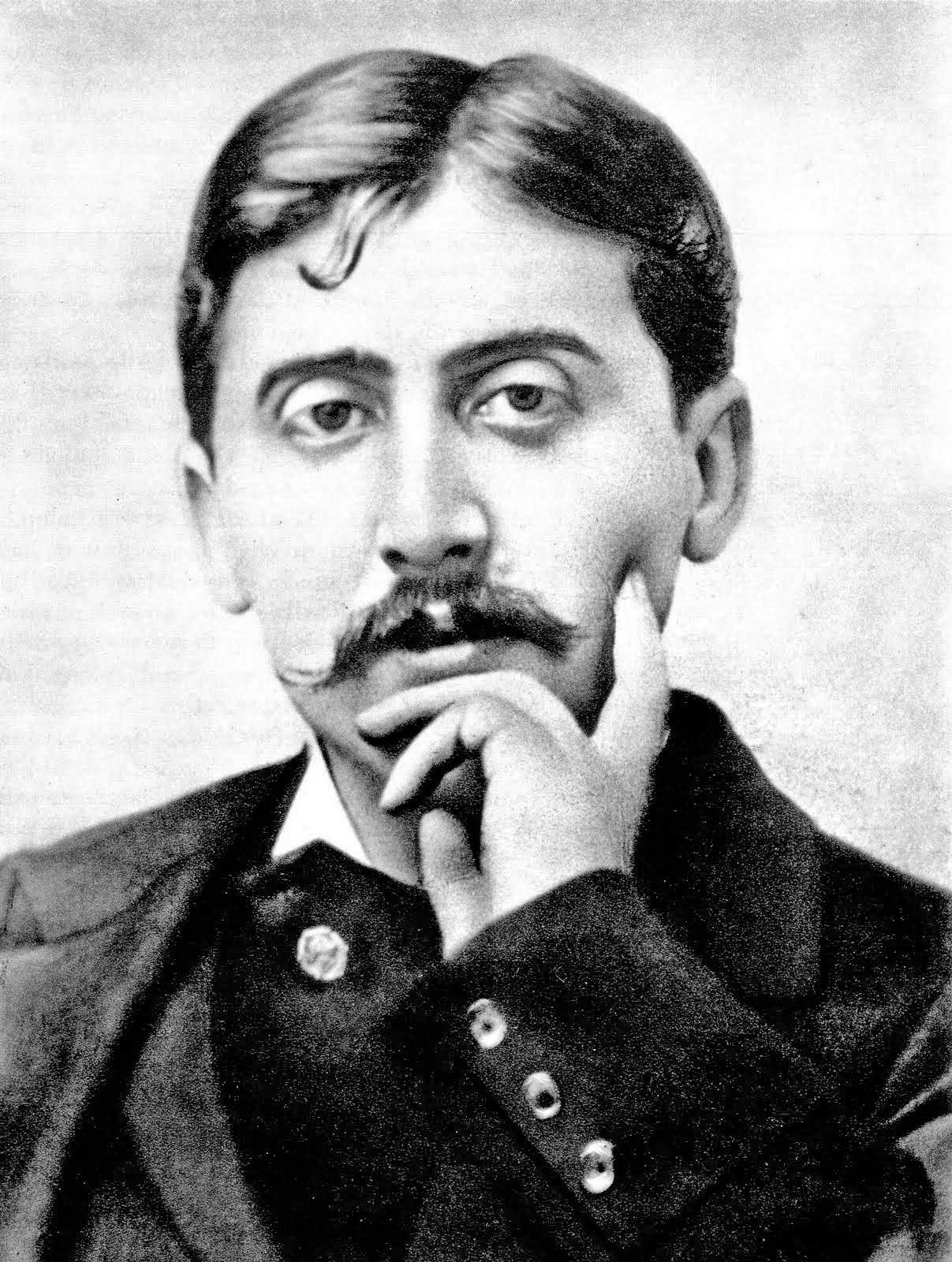
Марсель Пруст, частый гость замка

### XIX век
В начале XIX века замок смог выкупить Ипполит де Ларошфуко (1804–1863). Он занимал должность полномочного посла в княжествах Германии и во Флоренции. Новый собственник после 1815 года начал масштабные ремонтные работы. В ходе реконструкции фасады здания обрели черты романтического стиля, вошедшего в моду в эпоху Реставрации Бурбонов (1814–1830). Помимо прочего, были добавлены оконные украшения и ложные бойницы, а в южной части возвели ещё две башни. Яркая балюстрада и световые люки значительно изменили вид капеллы.
Во времена Второй империи (1852–1870) замок ещё раз был перестроен. Изменения в основном коснулись интерьеров. Ипполит де Ларошфуко привёз в замок прекрасную коллекцию мебели и пару люстр из венецианского стекла. Кроме того, восстановили парадную каменную лестницу. Под влиянием архитектора Эжена Виолле-ле-Дюка владелец комплекса решил перестроить массивную восточную башню в библиотеку. Прежние узкие окна-бойницы были заложены, а вместо них в старых стенах появились большие окна. На этом Ипполит де Ларошфуко не остановился и заказал для своего поместья копию статуи «Максимы» Дидье Бегининга, размещённую на фасаде парижской ратуши. Владельцу наследовали его сын Эймери и внук Габриэль. Они продолжали превращение замка в роскошное жилище с изысканными интерьерами. В замке часто бывал писатель Марсель Пруст, друживший с владельцами комплекса. Поэтому некоторые персонажи его произведений навеяны встречами в Вертёйе.

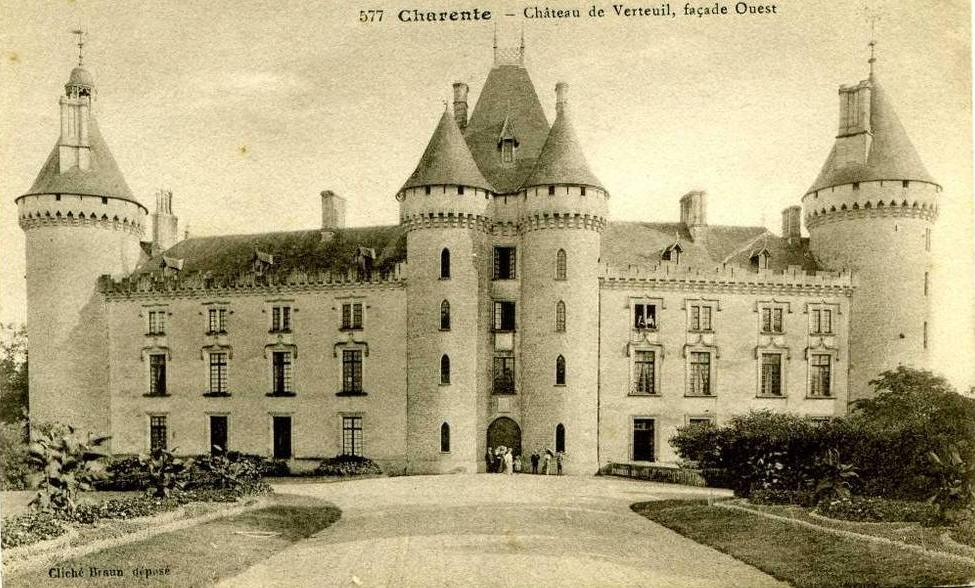
Северный фасад замка на открытке начала XX века

### XX–XXI век
Во время Второй мировой войны (1939-1945) в замке поначалу размещались французские части, а также здесь нашли приют беженцы из Эльзас-Лотарингии. Но позднее Вертёй перешёл под контроль подразделений вермахта. Однако в 1944 году замок смогли захватить участники французского Сопротивления — маки.
После завершения войны на территории комплекса впервые проводились археологические исследования. Их инициатором стал граф Габриэль де ла Рошфуко ещё до 1939 года, но вынужден был прервать работы из-за боевых действий. В ходе исследований удалось обнаружить старинную каменную кладку, датируемую XII и XIII веками. В числе прочего, обнаружили небольшое помещение, в котором находился механизм подъёмного моста, а также лестницу, которая вела к ранней капелле, устроенной в нижних помещениях ещё в XI веке. О её существовании до 1958 года вообще не было неизвестно.

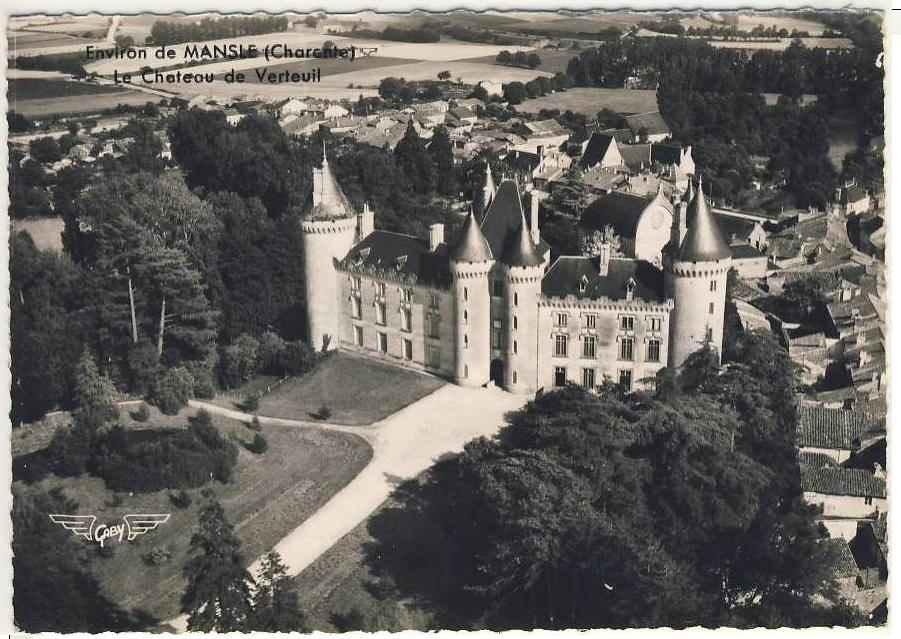
Вид замка в 1922 году

31 марта 1966 года замок был внесён в список исторических памятников Франции.
Замок оставался фамильной собственностью семьи Ларошфуко на протяжении многих веков (с небольшими перерывами). Во второй половине XX века его владелицей оказалась Анна, маркиза де Амодио (урождённой графине де Ларошфуко). В 1958 году она стала основательницей основателем Ассоциации по защите старинных французских домов. Она руководила этой организацией до самой своей смерти в 1980 году. В настоящее время комплекс принадлежит графу Сиксту де Ларошфуко-Эстиссаку.
В августе 2020 года замок был официально выставлен на продажу. Таким образом, представители семьи Ларошфуко, которые владели комплексом Вертёй почти тысячу лет, решили расстаться с родовым владением. Сделка состоялась 5 июля 2021 года. Затем последовала распродажа части замковой мебели на специальном аукционе. Коллекцию разбили на 230 отдельных лотов. Среди ценных предметов оказалось кресло с клеймом Boulard, которое, как считается, принадлежало герцогине Анне Ришельё.

## Описание замка
Замок имеет в основании форму треугольника, вытянутого длинным острым концом к югу. Круглые башни с высокими крышами размещаются на углах, а также в центре восточной и северной стен. Внутри комплекса открытое пространство. Главная жилая резиденция находится на месте северной стены. Там же расположен главный вход. Восточная башня является старинной библиотекой.
Вокруг рамка с XIX века существует небольшой парк. Причём он окружён невысокой каменной стеной.

## Гобелены «Охота на единорогов»
Одним из самых ценных сокровищ замковой коллекции являлись семь гобеленов серии «Охота на единорогов». Впервые они упоминались в 1680 году в описи парижских владений герцога Франциска VI. Вероятно, из изготовили по случаю брака Анны Бретонской (1477–1514) с Людовиком XII (1462–1515). В описи 1728 года упоминаются пять гобеленов, которые висели в главной спальне замка. При этом ткань за прошедшие два века уже была серьёзно изношена и потрёпана. Два других гобелена висели в нижнем зале замка. Причём в описи говорилось, что они в нескольких местах порваны.

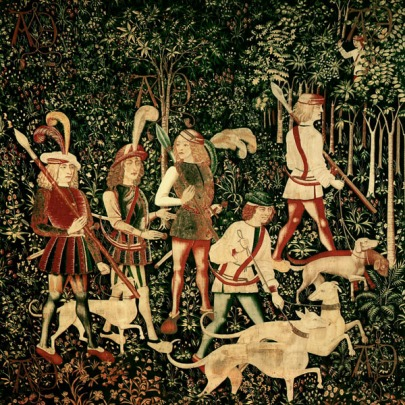
Охотники входят в лес
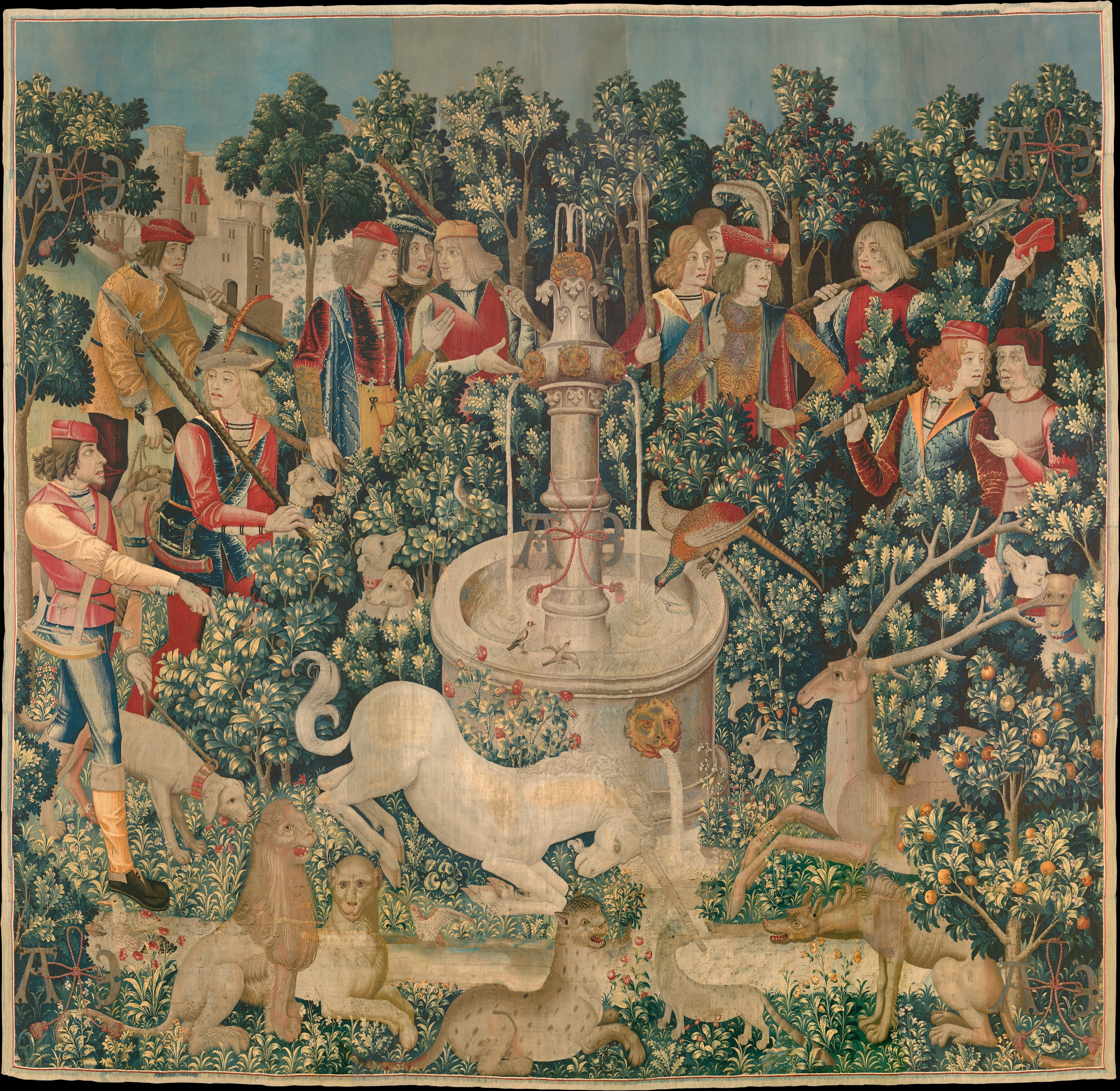
Единорог найден
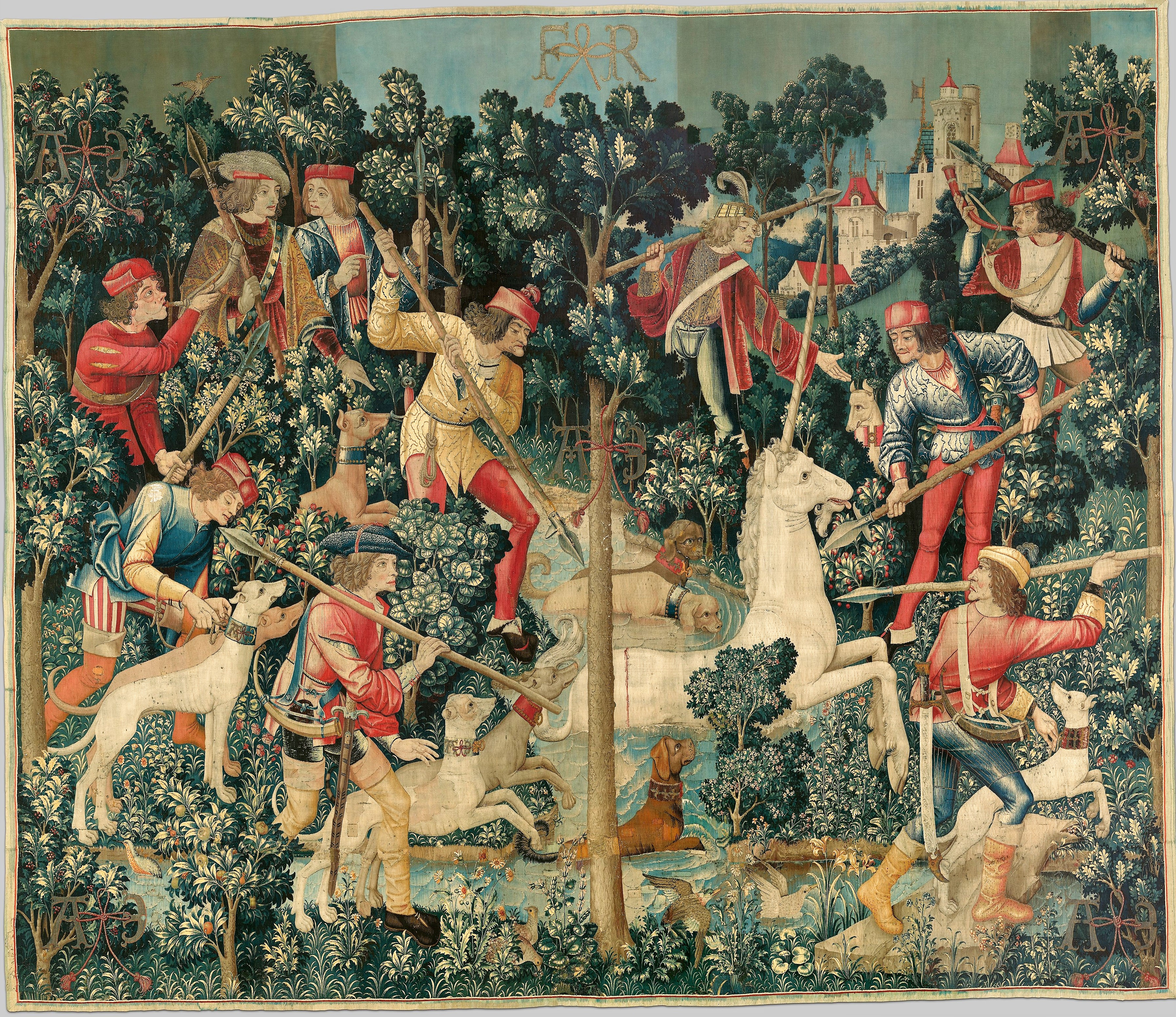
Нападение на единорога
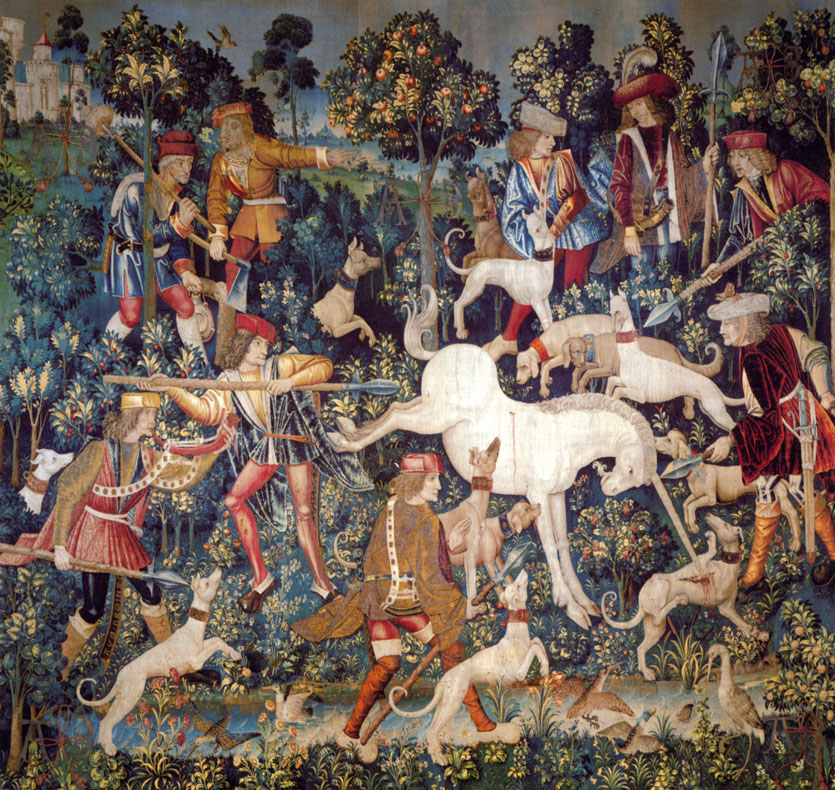
Единорог защищается
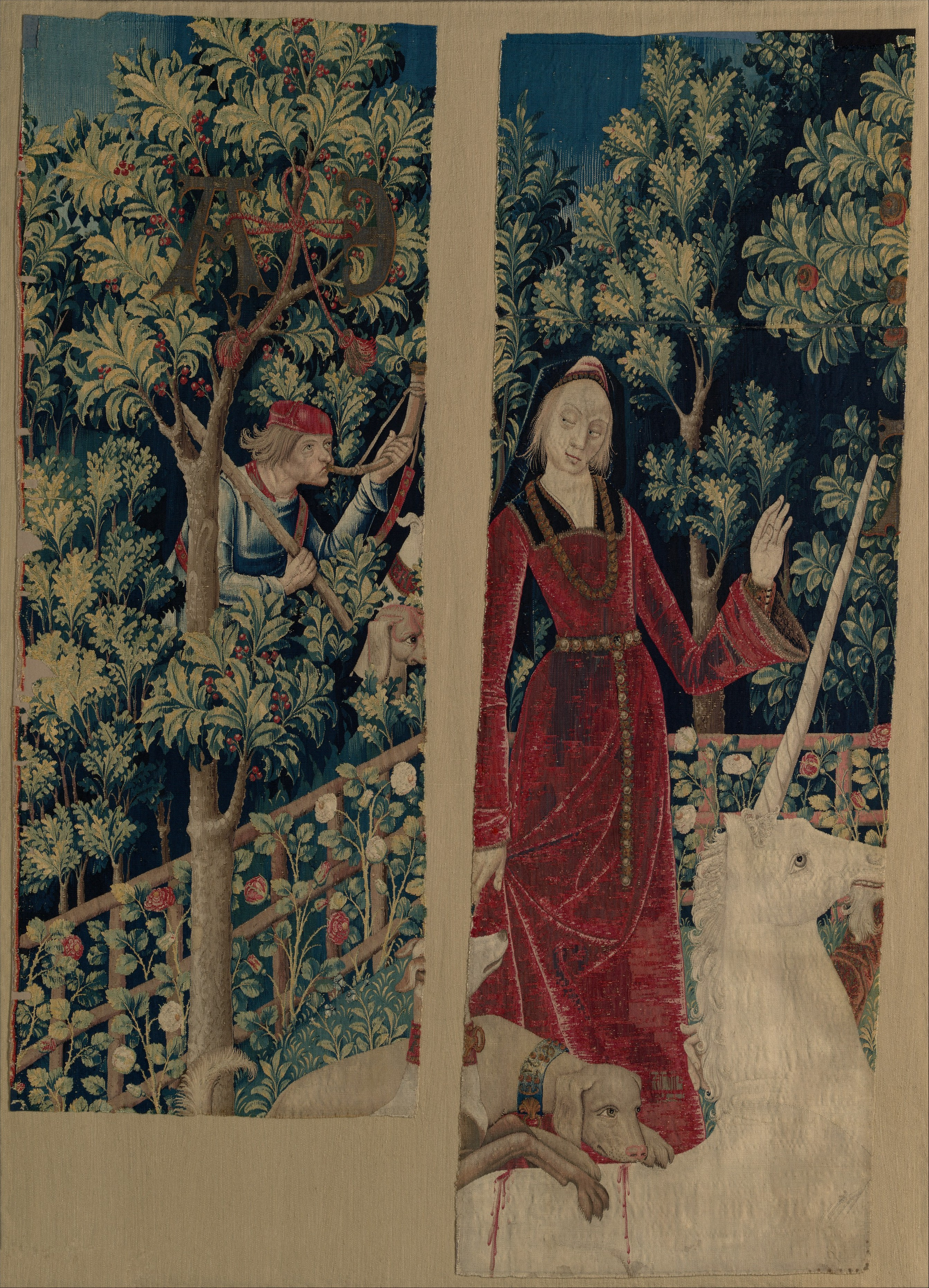
Пленение единорога
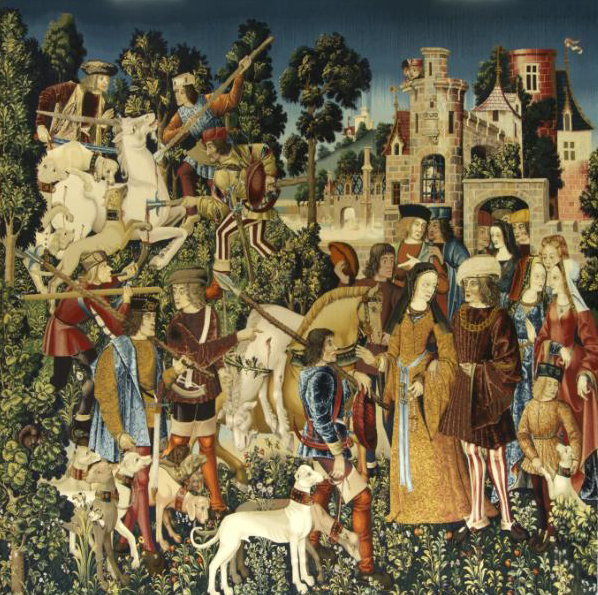
Убитого единорога везут в замок
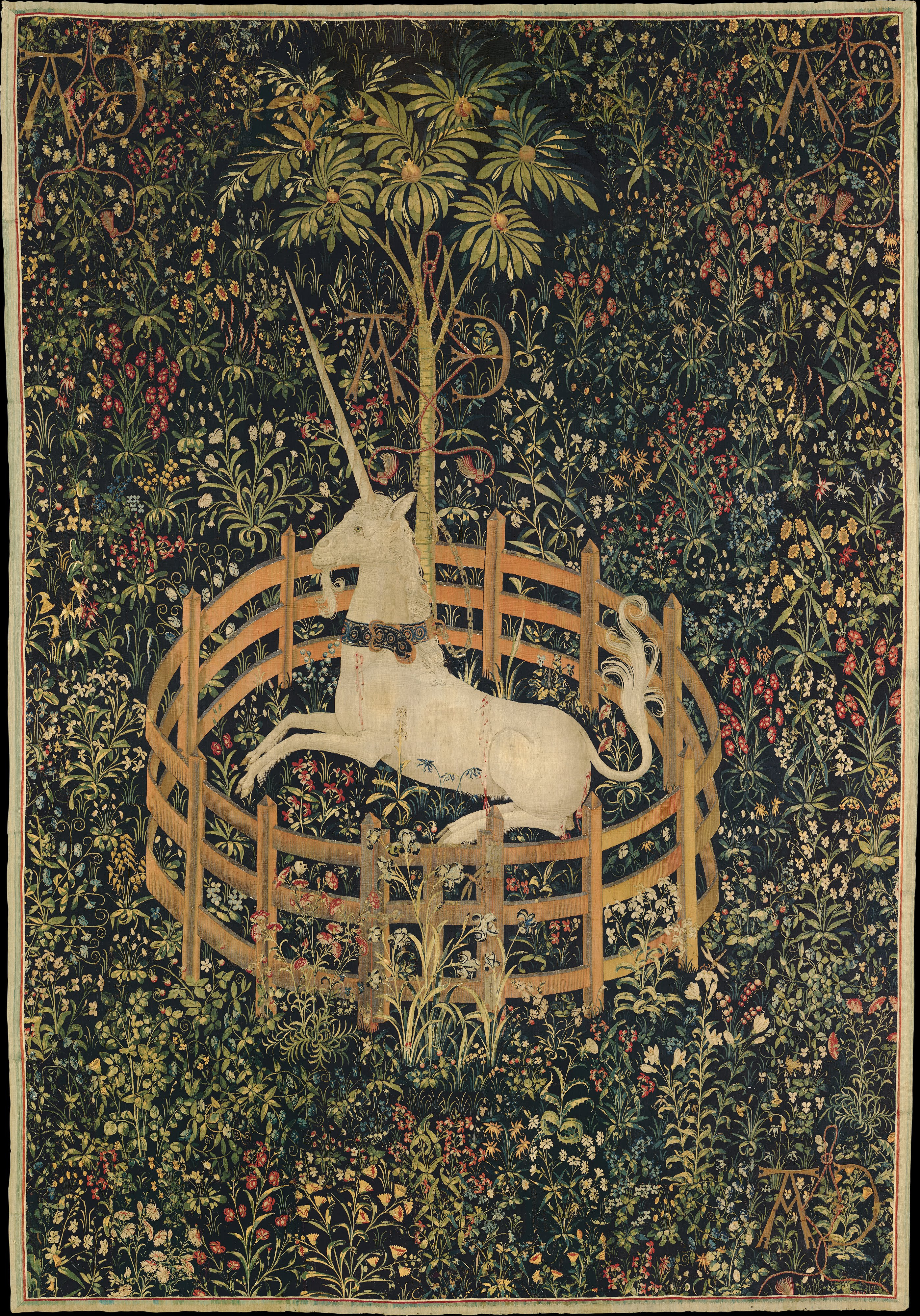
Единорог в плену

Во время Французской революции надзорный комитет региона Рюффек поначалу постановил, что старые гобелены можно сохранить, так как на них нет королевских знаков отличия. Хотя ряд исследователей считает, что владельцы замка просто вырезали королевские символы с изображений, дабы спасти картины. Однако толпы крестьян, ворвавшиеся в замок в 1793 году, украли эти старинные произведения искусства. Фермеры стали использовать гобелены для защиты картофеля от мороза.
К середине XIX века считалось, что картины навсегда утрачены. Однако граф Ипполит де Ларошфуко заново открыл гобелены в 1850-х годах. Он обнаружил их в сарае одного из крестьян в качестве покрывала для хранения овощей. После тщательной реставрации гобелены были в вывешены в гостиной замка в 1856 году. Прелат, историк и археолог Ксавье Барбье де Монто, увидевший их в Вертейе примерно в 1880 году заявил, что, хотя они «не идеально отреставрированы, но поражают свежестью и изяществом».
В 1923 году гобелены оказались проданы Джону Дэвисону Рокфеллеру-младшему и отправлены в Нью-Йорк. В 1937 году миллиардер передал их музею Клойстерс, где они и сегодня находятся в галерее Средних веков.

## Галерея

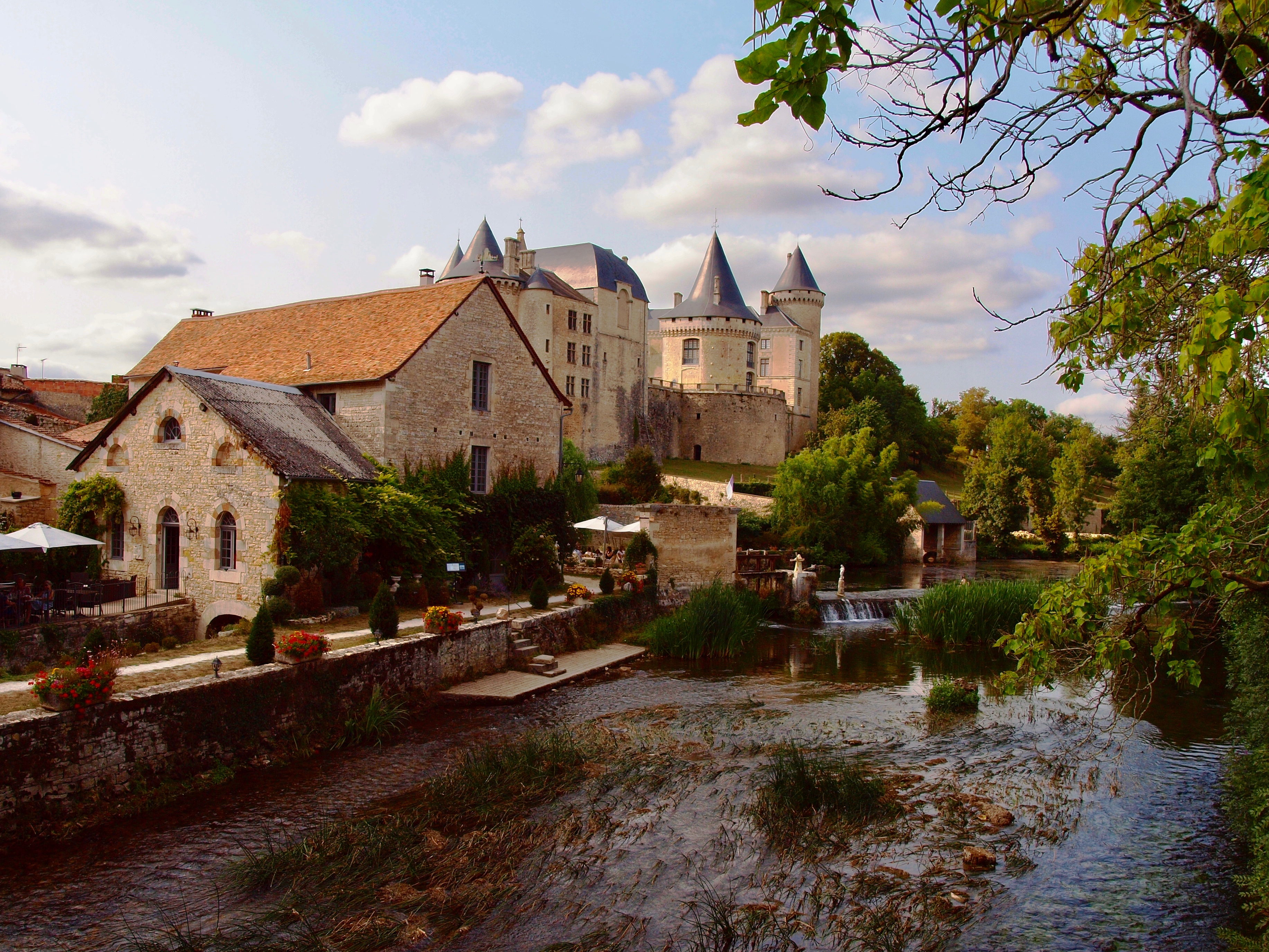
Вид замка со стороны реки Шаранта
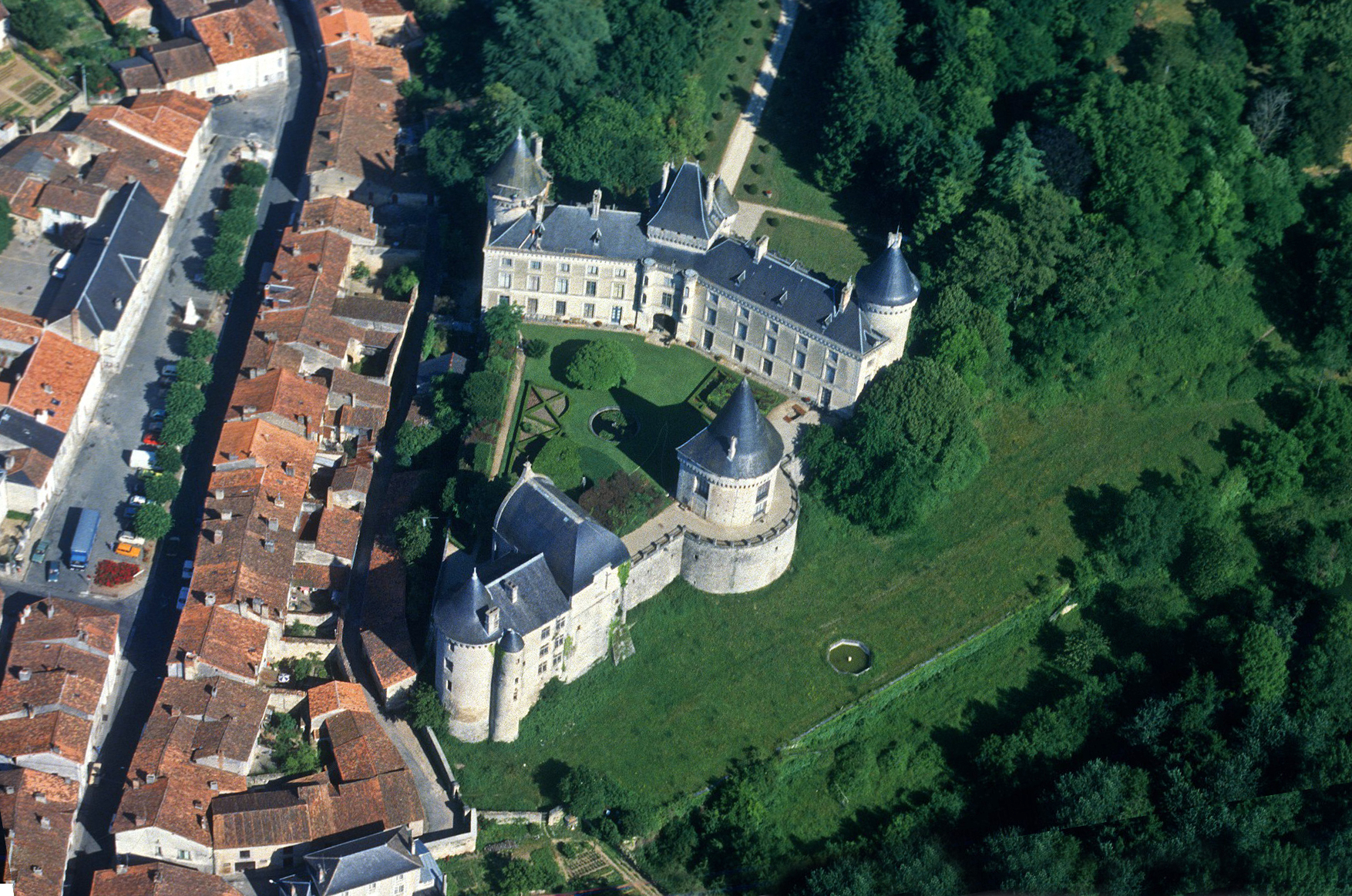
Замок с высоты птичьего полёта
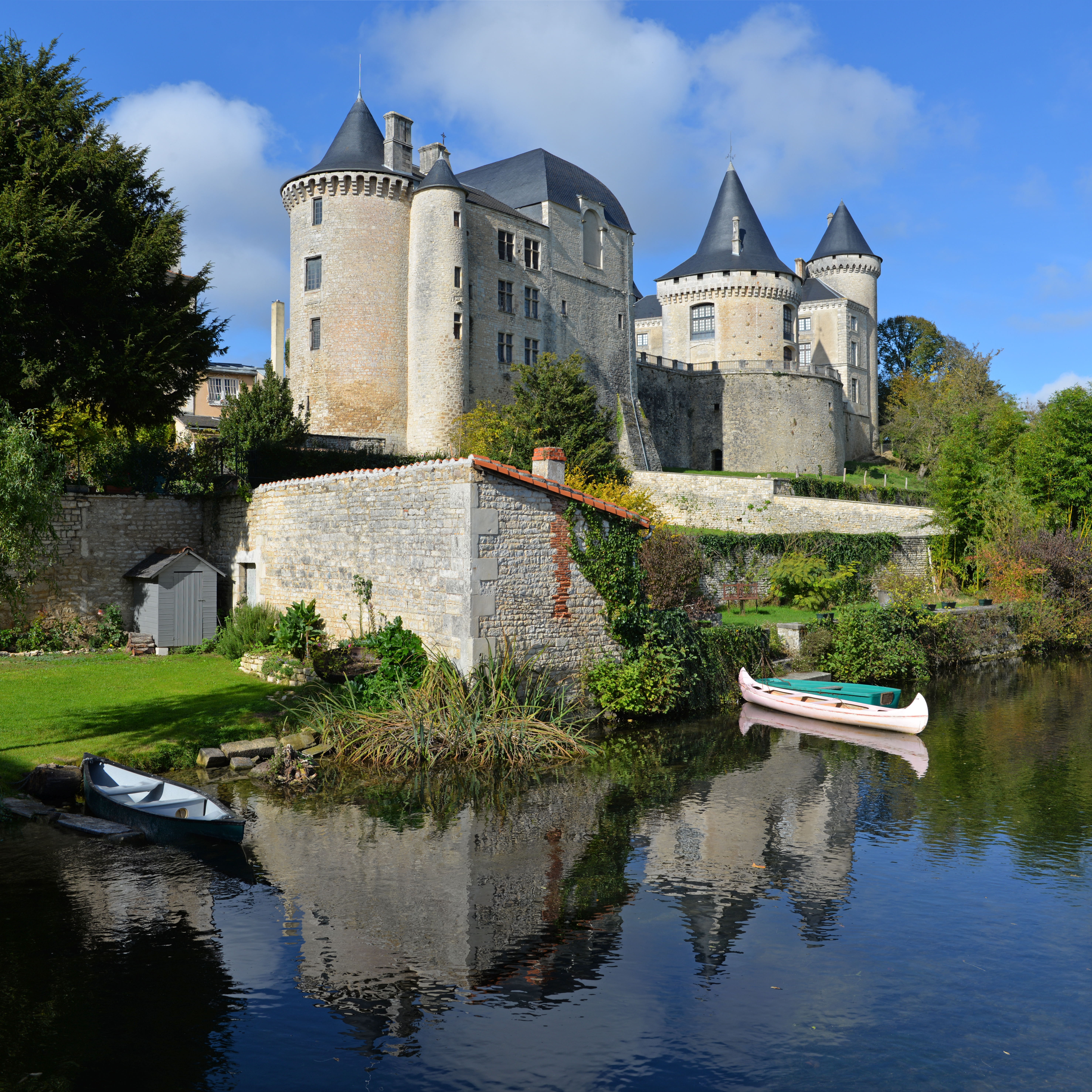
Южный бастион замка
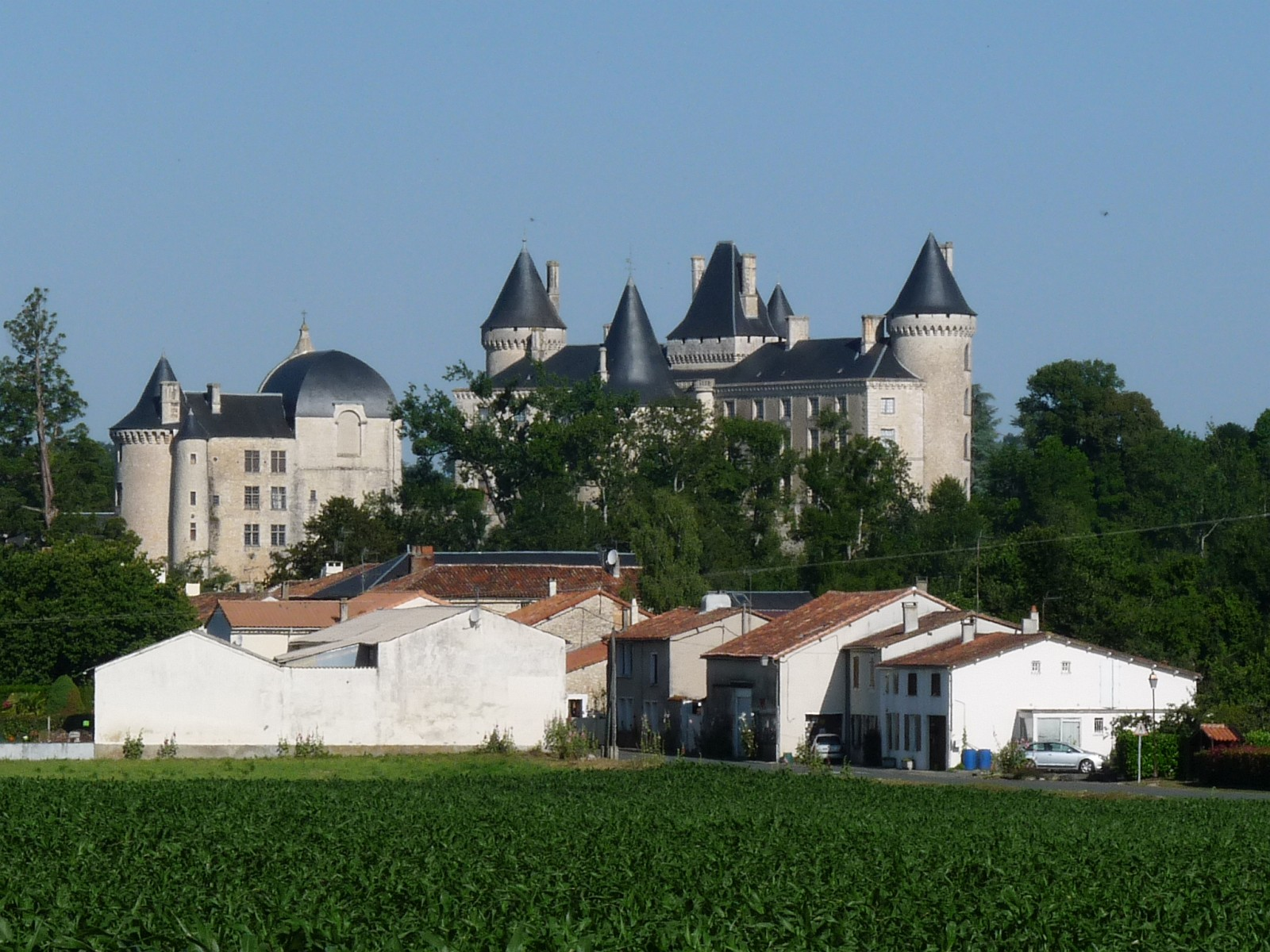
Вид замка с востока
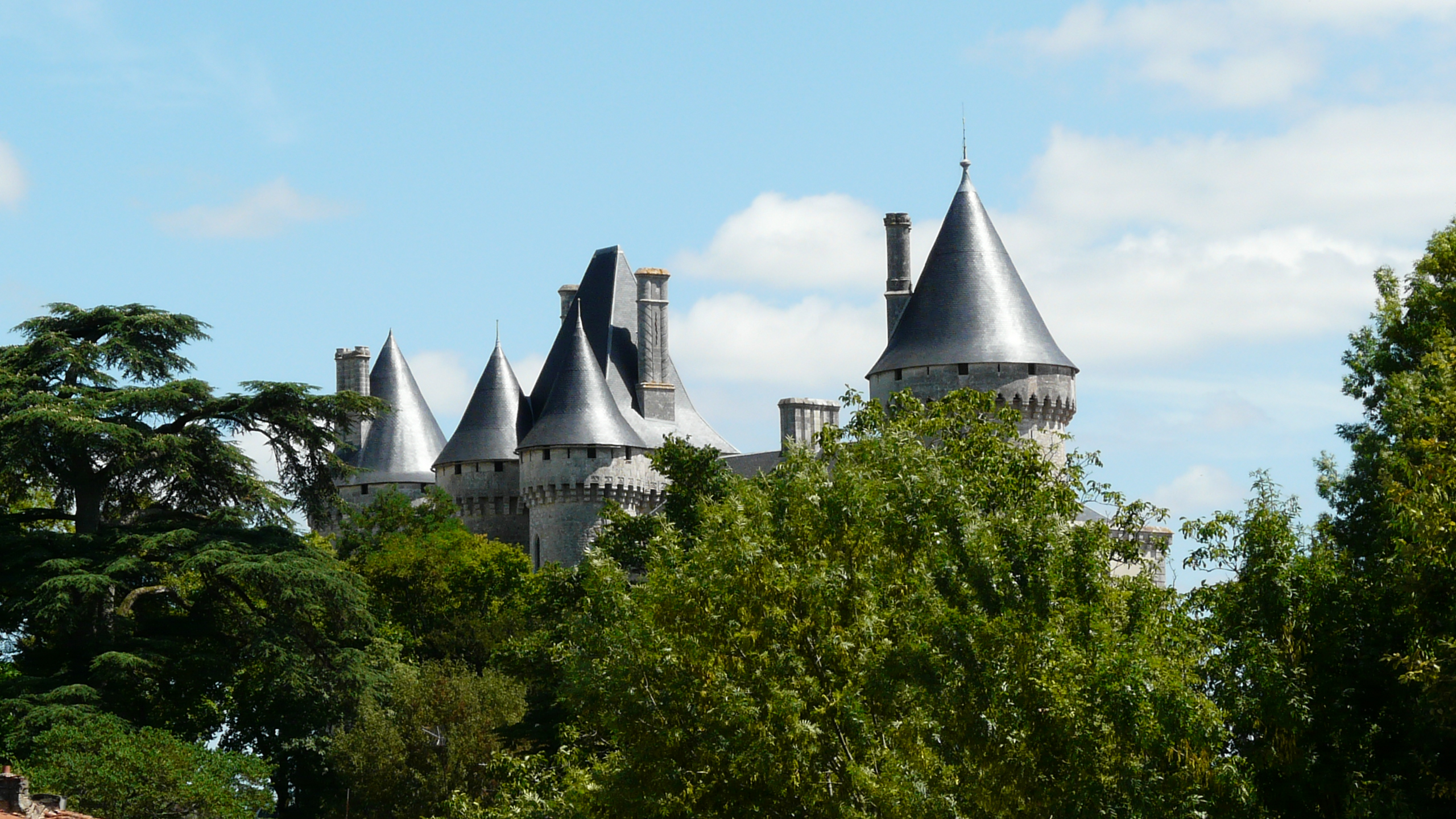
Конические крыши замковых башен